# Donald Curry
Donald Curry (* 7. September 1961 in Fort Worth, Texas, als Donald Sample) ist ein ehemaliger US-amerikanischer Boxer.

## Profikarriere
Nachdem der erfolgreiche Amateur durch den Olympiaboykott der USA 1980 daran gehindert worden war, an den Olympischen Spielen in Moskau teilzunehmen, wurde er noch im gleichen Jahr Profi.
Er schlug in der Aufbauphase 1982 den ungeschlagenen Marlon Starling, der in seiner Karriere nie durch K. o. verlor. Im nächsten Kampf gewann er 1983 den vakanten WBA-Weltmeistertitel; wenig später nahm er auch den Titel der neu gegründeten IBF an.
Nino LaRocca und der Waliser Colin Jones waren sehr respektierte Gegner, die er bei den folgenden Titelkämpfen vorzeitig besiegen konnte, Starling schlug er ein zweites Mal nach Punkten.
1983 und 1984 war sein älterer Bruder Bruce Curry ebenfalls Titelträger der WBC im Halbweltergewicht.
Am 6. Dezember 1985 traf er in einem Vereinigungskampf auf den ungeschlagenen WBC-Weltmeister Milton McCrory und gewann durch K. o. in der zweiten Runde. Doch neun Monate später unterlag er sensationell einem wie entfesselt boxenden Lloyd Honeyghan vorzeitig. Er war nie wieder der Alte. Nach dieser Niederlage stieg er in das Halbmittelgewicht auf.
Am 18. Juli 1987 bekam er gegen WBA-Weltmeister Mike McCallum die Chance, auch in dieser Gewichtsklasse einen Weltmeistertitel zu gewinnen. Er verlor jedoch durch K. o. in der fünften Runde. Ein Jahr später, im Juli 1988, gewann er dann schließlich den WBC-Titel des Italieners Gianfranco Rosi, konnte ihn aber nur sieben Monate halten und verlor ihn bereits in seiner ersten Titelverteidigung an den Franzosen René Jacquot.
Anschließend stieg er wieder eine Gewichtsklasse auf und versuchte am 18. Oktober 1990 den Mittelgewichtstitel nach IBF-Version von dem ungeschlagenen Michael Nunn zu gewinnen, verlor aber wiederum durch K. o. in der zehnten Runde. Anschließend bekam er dank seiner Reputation trotzdem eine weitere Chance, um den mittlerweile von Terry Norris gehaltenen WBC-Halbmittelgewichtstitel zu kämpfen, scheiterte in diesem Titelkampf am 1. Juni 1991 aber erneut durch K. o. in der achten Runde; anschließend trat er zurück. 1997 absolvierte er noch erfolglos zwei letzte Kämpfe.